# Лесное (Тверская область)
Лесно́е — село в Тверской области России, административный центр Лесного округа.

## География
Расположено в 191 км к северу от областного центра Твери на небольших речках Чурмановка и Нашатыренка (впадают в Сарагожу, бассейн Волги) и озере Кремино.
Ближайшая железнодорожная станция — Пестово (железная дорога Сонково — Санкт-Петербург) — 42 километра.

## История
Село впервые упомянуто в 1545 году как погост Смердынь в новгородских писцовых книгах. К концу XVI века земли вокруг Смердыни и само село пришли в запустение из-за бегства крестьян от опричнины и непосильных налогов. В середине XVII века в Верхневолжье в массовом порядке переселяются карелы, значительная их часть осела в окрестностях села.
В 1835 году на погосте Смердынь была построена каменная Знаменская церковь с 3 престолами, в 1870 году возобновлена кладбищенская деревянная церковь Святой Троицы, метрические книги с 1793 года.
В июле 1929 года село Смердынь стало центром Михайловского района Бежецкого округа Московской области. 31 августа 1930 года село Смердынь было переименовано в село Лесное, Смердынский сельсовет — в Лесной, а Михайловский район — в Лесной район.
С 1935 года село в составе Калининской области, с 1994 года — центр Лесного сельского округа, с 2005 года — центр Лесного сельского поселения и Бохтовского сельского поселения, с 2019 года — центр Лесного муниципального округа.

## Население
| 1859  | 1939  | 1959  | 1970  | 1979  | 1989  | 2002  |
| ----- | ----- | ----- | ----- | ----- | ----- | ----- |
| 61    | ↗450  | ↗1025 | ↘1016 | ↗1468 | ↗1769 | ↗1949 |
| 2006  | 2010  |       |       |       |       |       |
| ↗2000 | ↘1666 |       |       |       |       |       |

Население увеличивалось скачками в последние годы за счёт присоединения к селу соседних деревень Пустая, Лукино, Романово.

## Экономика
Леспромхоз, пекарня. В районе месторождения торфа, глины, песка.
Через Лесное проходит автомобильная дорога Максатиха — Лесное — Пестово.

## Достопримечательности и культура
В самом селе достопримечательностей не сохранилось. В районе есть несколько церквей XVIII—XIX веков. Около деревни Подборовье — курганный могильник (VII—VIII вв.). В селе Лесное функционирует краеведческий музей.